# Raymond-Syndrom
Das Raymond-Syndrom ist eine sehr seltene Erkrankung aufgrund einer Hirnschädigung in der mittleren vorderen Brücke (Pons) mit den Hauptmerkmalen halbseitige Abduzensparese (Gesichtsnervenlähmung) kombiniert mit Halbseitenlähmung Hemiparese der Gegenseite.
Synonyme: Hemiplegia alternans abducens; Kaudales Brücken-Syndrom
Die Erkrankung ist nicht zu verwechseln mit dem Raymond-Céstan-Syndrom, einer Kombination von Ataxie, Intentionstremor und Lähmung der Kaumuskulatur auf einer Seite.
Die Bezeichnung bezieht sich auf die Erstbeschreibung aus dem Jahre 1896 durch den französischen Neurologen Fulgence Raymond.

## Einteilung
Es kann zwischen der Klassischen Form mit Beteiligung der kortikofazialen Bahnen und der Allgemeinen Form ohne diese Beteiligung unterschieden werden.

## Differentialdiagnose
Abzugrenzen sind unter anderem das Foville-Syndrom und das Millard-Gubler-Syndrom.

## Therapie
Die Behandlung richtet sich nach der zugrunde liegenden Ursache.